# Xã Kensal, Quận Stutsman, Bắc Dakota
Xã Kensal (tiếng Anh: Kensal Township) là một xã thuộc quận Stutsman, tiểu bang Bắc Dakota, Hoa Kỳ. Năm 2010, dân số của xã này là 44 người.